# Euryopis argentea
Euryopis argentea là một loài nhện trong họ Theridiidae.
Loài này thuộc chi Euryopis. Euryopis argentea được James Henry Emerton miêu tả năm 1882.